# Barile (famiglia)
La famiglia Barile (o Barrile o Barilla) è una famiglia nobile italiana.

## Storia

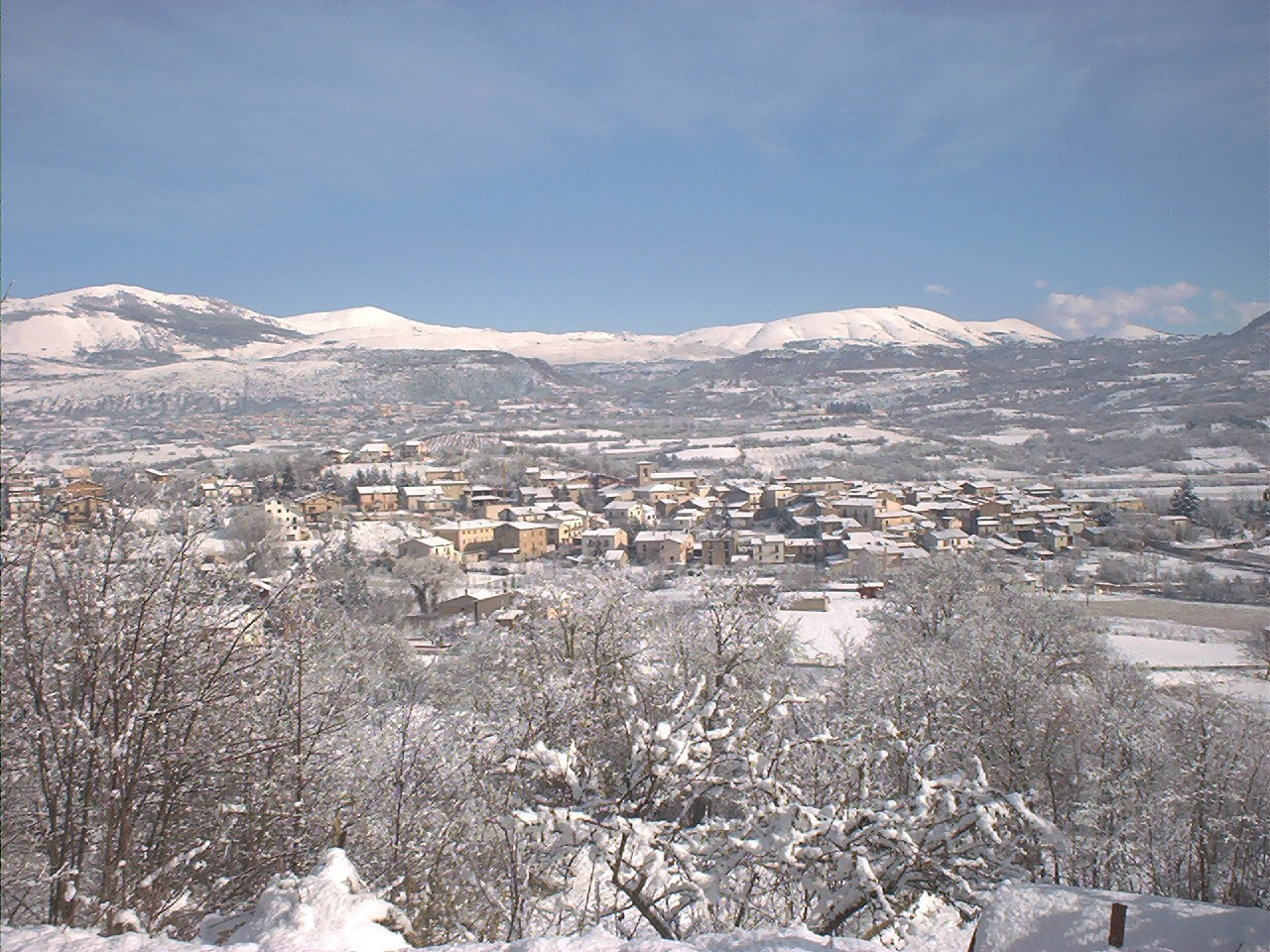
Villa Sant'Angelo, della quale fa parte la frazione di Tussillo, nelle cui vicinanze sorgeva il feudo scomparso di Barile, che ha dato il nome alla famiglia Barile

La famiglia Barile ebbe origine dalla famiglia Collimento, a sua volta discendente dai Conti dei Marsi. Il fondatore fu Tommaso, figlio di Berardo Collimento. Barile era anche il nome del castello di famiglia sito nel territorio aquilano, nei pressi di Tussillo: nel 1180, Tommaso, 1º signore di Barile, secondo la legge longobarda dell'epoca che consentiva di cambiare il proprio cognome col nome del feudo, cambiò il proprio cognome in Barile. In questo periodo risultano possedimenti del castello di Barile i territori di Casentino, Fonteavignone, Tussillo e Villa Sant'Angelo.
Durante la fondazione dell'Aquila, il re Carlo I d'Angiò nel 1272 fece distruggere parzialmente il castello di Barile. A sorpresa i Barile non ripararono il loro castello, ma preferirono rifugiarsi nei suoi quattro territori. Nel diploma del 28 settembre 1294 del suo successore, il re Carlo II d'Angiò, il castello risultava ancora esistente, anche se danneggiato ed abbandonato, e ciononostante era tassabile dal contado aquilano, cui dipendeva, che a sua volta veniva tassato dal sovrano.
Tuttavia il feudo di Barile, grazie alla potenza dei suoi proprietari, riuscì a rimanere indipendente nei confronti dell'Aquila per più di un secolo. In particolare, durante questo periodo, Luca Barile si trasferì in Sicilia per poter svolgere l'incarico di segretario presso i sovrani Martino I d'Aragona e Bianca di Navarra, trapiantando qui la propria discendenza. Nel 1421, però, l'ultimo membro della famiglia in Abruzzo, Perdicasso Barile, preferì avvicinarsi alla corte di Napoli della regina Giovanna II d'Angiò-Durazzo, lasciando di conseguenza sguarnito il feudo di Barile, che, nonostante l'instabilità feudale che ne derivò, riuscì a resistere per altri sessant'anni fino al 1481, quando inevitabilmente finì per sottomettersi all'obbedienza dell'Aquila, perdendo così la propria autonomia e facendo sì che la popolazione locale si spostasse col tempo verso le ville vicine.
Dopo l'estinzione del ramo abruzzese di questa famiglia accrebbe quindi l'importanza del ramo di Napoli, tant'è che questo ramo ricoprì il titolo di principe del Sacro Romano Impero e nel 1516 fu ricevuto nell'Ordine di Malta. Nell'anno 1600 Vito Barile portò la famiglia a Caltanissetta, dove sussistette nella discendenza del barone di Turolifi, coniugato Grimaldi. Godette di nobiltà a Lavello, Messina, Napoli (nel Seggio Capuano e dove vi sono suoi monumenti nella basilica di San Lorenzo Maggiore), Pozzuoli, Reggio Calabria, Siracusa e Tropea.
Barile è anche il nome di omonime famiglie che nel corso del tempo si stabilirono ciascuna in diverse città del Piemonte, quali Biella, Crescentino, Fossano e Tollegno, e che vengono annoverate come casate nel blasonario subalpino.

## Albero genealogico

### Famiglia Barile
Di seguito è riportato l'albero genealogico della famiglia Barile dal fondatore Tommaso, vivente nel XII secolo, fino all'ultima discendente del ramo primogenito, Vittoria, vissuta nel XVII secolo, secondo una ricostruzione degli storici Cesare d'Engenio Caracciolo, Enrico Bacco, Ottavio Beltrano et al.:
|           |           |         |          |                  |                  |           |           |           |                 |                 |           |           |           |            |            |                   |                   |           |           |                   |                            |                            |          |          |          |          |        |            |            |         |
|           |           |         |          |                  |                  |           |           |           |                 |                 |           |           |           |            |            |                   |                   |           |           |                   |                            |                            | Tommaso  |          |          |          |        |            |            |         |
|           |           |         |          |                  |                  |           |           |           |                 |                 |           |           |           |            |            |                   |                   |           |           |                   |                            |                            |          |          |          |          |        |            |            |         |
|           |           |         |          |                  |                  |           |           |           |                 |                 |           |           |           |            |            |                   |                   |           |           |                   |                            |                            |          |          |          |          |        |            |            |         |
|           |           |         |          |                  |                  |           |           |           |                 |                 |           |           |           |            |            |                   |                   |           |           |                   |                            |                            | Berardo  |          |          |          |        |            |            |         |
|           |           |         |          |                  |                  |           |           |           |                 |                 |           |           |           |            |            |                   |                   |           |           |                   |                            |                            |          |          |          |          |        |            |            |         |
|           |           |         |          |                  |                  |           |           |           |                 |                 |           |           |           |            |            |                   |                   |           |           |                   |                            |                            |          |          |          |          |        |            |            |         |
|           |           |         |          |                  |                  |           |           |           |                 |                 |           |           |           |            |            |                   |                   |           |           |                   |                            |                            | Rainaldo |          |          |          |        |            |            |         |
|           |           |         |          |                  |                  |           |           |           |                 |                 |           |           |           |            |            |                   |                   |           |           |                   |                            |                            |          |          |          |          |        |            |            |         |
|           |           |         |          |                  |                  |           |           |           |                 |                 |           |           |           |            |            |                   |                   |           |           |                   |                            |                            |          |          |          |          |        |            |            |         |
|           |           |         |          |                  |                  |           |           |           |                 |                 |           |           |           |            |            |                   |                   |           | Enrico    | Enrico            |                            |                            |          |          |          |          |        | Bartolomeo | Bartolomeo |         |
|           |           |         |          |                  |                  |           |           |           |                 |                 |           |           |           |            |            |                   |                   |           |           |                   |                            |                            |          |          |          |          |        |            |            |         |
|           |           |         |          |                  |                  |           |           |           |                 |                 |           |           |           |            |            |                   |                   |           |           |                   |                            |                            |          |          |          |          |        |            |            |         |
|           |           |         |          |                  |                  |           |           |           |                 |                 |           |           |           | Taddeo     | Taddeo     |                   | Tommaso           | Tommaso   |           |                   | Riccardo                   | Riccardo                   | Rainaldo | Rainaldo | Giovanni | Giovanni | Matteo | Matteo     | Enrico     | Enrico  |
|           |           |         |          |                  |                  |           |           |           |                 |                 |           |           |           |            |            |                   |                   |           |           |                   |                            |                            |          |          |          |          |        |            |            |         |
|           |           |         |          |                  |                  |           |           |           |                 |                 |           |           |           |            |            |                   |                   |           |           |                   |                            |                            |          |          |          |          |        |            |            |         |
|           |           |         |          |                  |                  |           |           |           | Enrico          | Enrico          |           |           |           |            |            |                   |                   |           | Tommaso   | Tommaso           | Ramo cadetto dei Barilla · | Ramo cadetto dei Barilla · |          |          |          |          |        |            | Tommaso    | Tommaso |
|           |           |         |          |                  |                  |           |           |           |                 |                 |           |           |           |            |            |                   |                   |           |           |                   |                            |                            |          |          |          |          |        |            |            |         |
|           |           |         |          |                  |                  |           |           |           |                 |                 |           |           |           |            |            |                   |                   |           |           |                   |                            |                            |          |          |          |          |        |            |            |         |
|           |           |         |          |                  |                  | Giovanni  | Giovanni  | Riccardo  | Riccardo        | Odolina         | Odolina   | Regale    | Regale    |            |            |                   | Berardo           | Berardo   | Nicola    | Nicola            | Tommaso                    | Tommaso                    |          |          |          |          |        |            | Enrico     | Enrico  |
|           |           |         |          |                  |                  |           |           |           |                 |                 |           |           |           |            |            |                   |                   |           |           |                   |                            |                            |          |          |          |          |        |            |            |         |
|           |           |         |          |                  |                  |           |           |           |                 |                 |           |           |           |            |            |                   |                   |           |           |                   |                            |                            |          |          |          |          |        |            |            |         |
|           |           |         |          |                  |                  | Nicolò    | Nicolò    |           |                 |                 |           |           |           |            |            |                   |                   |           | Giacomo   | Giacomo           |                            |                            |          |          |          |          |        |            |            |         |
|           |           |         |          |                  |                  |           |           |           |                 |                 |           |           |           |            |            |                   |                   |           |           |                   |                            |                            |          |          |          |          |        |            |            |         |
|           |           |         |          |                  |                  |           |           |           |                 |                 |           |           |           |            |            |                   |                   |           |           |                   |                            |                            |          |          |          |          |        |            |            |         |
|           |           |         |          |                  |                  | Giovanni  | Giovanni  |           |                 |                 |           |           |           |            |            |                   |                   | Nicola    | Nicola    | Reale             | Reale                      |                            |          |          |          |          |        |            |            |         |
|           |           |         |          |                  |                  |           |           |           |                 |                 |           |           |           |            |            |                   |                   |           |           |                   |                            |                            |          |          |          |          |        |            |            |         |
|           |           |         |          |                  |                  |           |           |           |                 |                 |           |           |           |            |            |                   |                   |           |           |                   |                            |                            |          |          |          |          |        |            |            |         |
|           |           |         |          | Cicciola/Zizzola | Cicciola/Zizzola | Rita      | Rita      | Francesco | Francesco       |                 |           |           |           |            |            | Giacomo           | Giacomo           |           |           | Beto              | Beto                       |                            |          |          |          |          |        |            |            |         |
|           |           |         |          |                  |                  |           |           |           |                 |                 |           |           |           |            |            |                   |                   |           |           |                   |                            |                            |          |          |          |          |        |            |            |         |
|           |           |         |          |                  |                  |           |           |           |                 |                 |           |           |           |            |            |                   |                   |           |           |                   |                            |                            |          |          |          |          |        |            |            |         |
|           |           |         |          |                  |                  |           | Filippo   | Filippo   | Pietro "Camiso" | Pietro "Camiso" |           |           |           | Perdicasso | Perdicasso | Giacomo           | Giacomo           | Barile    | Barile    | Manno/Manaporello | Manno/Manaporello          |                            |          |          |          |          |        |            |            |         |
|           |           |         |          |                  |                  |           |           |           |                 |                 |           |           |           |            |            |                   |                   |           |           |                   |                            |                            |          |          |          |          |        |            |            |         |
|           |           |         |          |                  |                  |           |           |           |                 |                 |           |           |           |            |            |                   |                   |           |           |                   |                            |                            |          |          |          |          |        |            |            |         |
|           |           |         |          |                  |                  |           |           |           | Francesco       | Francesco       |           |           |           | Antonio    | Antonio    | Lucrezia/Lucietta | Lucrezia/Lucietta | Altobello | Altobello |                   |                            |                            |          |          |          |          |        |            |            |         |
|           |           |         |          |                  |                  |           |           |           |                 |                 |           |           |           |            |            |                   |                   |           |           |                   |                            |                            |          |          |          |          |        |            |            |         |
|           |           |         |          |                  |                  |           |           |           |                 |                 |           |           |           |            |            |                   |                   |           |           |                   |                            |                            |          |          |          |          |        |            |            |         |
|           |           |         |          |                  |                  |           |           |           | Giovanni Angelo | Giovanni Angelo | Berardino | Berardino | Bisitto   | Bisitto    | Oranella   | Oranella          | ...               | ...       |           |                   |                            |                            |          |          |          |          |        |            |            |         |
|           |           |         |          |                  |                  |           |           |           |                 |                 |           |           |           |            |            |                   |                   |           |           |                   |                            |                            |          |          |          |          |        |            |            |         |
|           |           |         |          |                  |                  |           |           |           |                 |                 |           |           |           |            |            |                   |                   |           |           |                   |                            |                            |          |          |          |          |        |            |            |         |
|           |           |         |          |                  |                  |           |           |           | Francesco       | Francesco       | Anello    | Anello    | Francesco | Francesco  | Jacopa     | Jacopa            |                   |           |           |                   |                            |                            |          |          |          |          |        |            |            |         |
|           |           |         |          |                  |                  |           |           |           |                 |                 |           |           |           |            |            |                   |                   |           |           |                   |                            |                            |          |          |          |          |        |            |            |         |
|           |           |         |          |                  |                  |           |           |           |                 |                 |           |           |           |            |            |                   |                   |           |           |                   |                            |                            |          |          |          |          |        |            |            |         |
|           |           |         |          |                  |                  |           |           |           | Giovanni Angelo |                 |           |           |           |            |            |                   |                   |           |           |                   |                            |                            |          |          |          |          |        |            |            |         |
|           |           |         |          |                  |                  |           |           |           |                 |                 |           |           |           |            |            |                   |                   |           |           |                   |                            |                            |          |          |          |          |        |            |            |         |
|           |           |         |          |                  |                  |           |           |           |                 |                 |           |           |           |            |            |                   |                   |           |           |                   |                            |                            |          |          |          |          |        |            |            |         |
|           |           |         |          |                  |                  | Francesco | Francesco | Felice    | Felice          | Cornelia        | Cornelia  | Vittoria  | Vittoria  |            |            |                   |                   |           |           |                   |                            |                            |          |          |          |          |        |            |            |         |
|           |           |         |          |                  |                  |           |           |           |                 |                 |           |           |           |            |            |                   |                   |           |           |                   |                            |                            |          |          |          |          |        |            |            |         |
|           |           |         |          |                  |                  |           |           |           |                 |                 |           |           |           |            |            |                   |                   |           |           |                   |                            |                            |          |          |          |          |        |            |            |         |
|           |           |         |          | Giovanni Angelo  | Giovanni Angelo  | Giulia    | Giulia    | Costanza  | Costanza        |                 |           |           |           |            |            |                   |                   |           |           |                   |                            |                            |          |          |          |          |        |            |            |         |
|           |           |         |          |                  |                  |           |           |           |                 |                 |           |           |           |            |            |                   |                   |           |           |                   |                            |                            |          |          |          |          |        |            |            |         |
|           |           |         |          |                  |                  |           |           |           |                 |                 |           |           |           |            |            |                   |                   |           |           |                   |                            |                            |          |          |          |          |        |            |            |         |
| Francesco | Francesco | Antonio | Antonio  | Isabella         | Isabella         | Lucrezia  | Lucrezia  | Giovanna  | Giovanna        |                 |           |           |           |            |            |                   |                   |           |           |                   |                            |                            |          |          |          |          |        |            |            |         |
|           |           |         |          |                  |                  |           |           |           |                 |                 |           |           |           |            |            |                   |                   |           |           |                   |                            |                            |          |          |          |          |        |            |            |         |
|           |           |         |          |                  |                  |           |           |           |                 |                 |           |           |           |            |            |                   |                   |           |           |                   |                            |                            |          |          |          |          |        |            |            |         |
|           | Silvia    | Silvia  | Vittoria | Vittoria         |                  |           |           |           |                 |                 |           |           |           |            |            |                   |                   |           |           |                   |                            |                            |          |          |          |          |        |            |            |         |

### Famiglia Barilla
Di seguito è riportato l'albero genealogico della famiglia Barilla, ramo cadetto di quella dei Barile, a partire dal capostipite Riccardo, vissuto nel XIV secolo, stilato secondo quanto riportato da diversi storici:
|                  |                  |                                |                                |                                |                                |                                     |                                     |                                     |                                     |       |       |                     |                            |                                  |                                  |                   |          |                   |                   |                  |                  |                    |                    |                   |                   |                            |                            |                 |                 |          |          |                            |                            |                  |                  |                  |                  |            |          |           |           |                   |                   |          |          |          |          |
|                  |                  |                                |                                |                                |                                |                                     |                                     |                                     |                                     |       |       |                     |                            |                                  |                                  |                   |          |                   |                   |                  |                  |                    |                    |                   |                   |                            |                            |                 |                 |          |          |                            |                            | Riccardo         |                  |                  |                  |            |          |           |           |                   |                   |          |          |          |          |
|                  |                  |                                |                                |                                |                                |                                     |                                     |                                     |                                     |       |       |                     |                            |                                  |                                  |                   |          |                   |                   |                  |                  |                    |                    |                   |                   |                            |                            |                 |                 |          |          |                            |                            |                  |                  |                  |                  |            |          |           |           |                   |                   |          |          |          |          |
|                  |                  |                                |                                |                                |                                |                                     |                                     |                                     |                                     |       |       |                     |                            |                                  |                                  |                   |          |                   |                   |                  |                  |                    |                    |                   |                   |                            |                            |                 |                 |          |          |                            |                            |                  |                  |                  |                  |            |          |           |           |                   |                   |          |          |          |          |
|                  |                  |                                |                                |                                |                                |                                     |                                     |                                     |                                     |       |       |                     |                            |                                  |                                  |                   |          |                   |                   |                  |                  |                    |                    |                   |                   |                            |                            |                 |                 |          |          |                            |                            | Francesco        |                  |                  |                  |            |          |           |           |                   |                   |          |          |          |          |
|                  |                  |                                |                                |                                |                                |                                     |                                     |                                     |                                     |       |       |                     |                            |                                  |                                  |                   |          |                   |                   |                  |                  |                    |                    |                   |                   |                            |                            |                 |                 |          |          |                            |                            |                  |                  |                  |                  |            |          |           |           |                   |                   |          |          |          |          |
|                  |                  |                                |                                |                                |                                |                                     |                                     |                                     |                                     |       |       |                     |                            |                                  |                                  |                   |          |                   |                   |                  |                  |                    |                    |                   |                   |                            |                            |                 |                 |          |          |                            |                            |                  |                  |                  |                  |            |          |           |           |                   |                   |          |          |          |          |
|                  |                  |                                |                                |                                |                                |                                     |                                     |                                     |                                     |       |       |                     |                            |                                  |                                  |                   |          |                   |                   |                  |                  |                    |                    |                   |                   |                            |                            |                 |                 |          |          |                            |                            | Riccardo         |                  |                  |                  |            |          |           |           |                   |                   |          |          |          |          |
|                  |                  |                                |                                |                                |                                |                                     |                                     |                                     |                                     |       |       |                     |                            |                                  |                                  |                   |          |                   |                   |                  |                  |                    |                    |                   |                   |                            |                            |                 |                 |          |          |                            |                            |                  |                  |                  |                  |            |          |           |           |                   |                   |          |          |          |          |
|                  |                  |                                |                                |                                |                                |                                     |                                     |                                     |                                     |       |       |                     |                            |                                  |                                  |                   |          |                   |                   |                  |                  |                    |                    |                   |                   |                            |                            |                 |                 |          |          |                            |                            |                  |                  |                  |                  |            |          |           |           |                   |                   |          |          |          |          |
|                  |                  |                                |                                |                                |                                |                                     |                                     |                                     |                                     |       |       |                     |                            |                                  |                                  |                   |          |                   |                   |                  |                  |                    |                    |                   |                   |                            |                            |                 |                 |          |          |                            |                            | Francesco        |                  |                  |                  |            |          |           |           |                   |                   |          |          |          |          |
|                  |                  |                                |                                |                                |                                |                                     |                                     |                                     |                                     |       |       |                     |                            |                                  |                                  |                   |          |                   |                   |                  |                  |                    |                    |                   |                   |                            |                            |                 |                 |          |          |                            |                            |                  |                  |                  |                  |            |          |           |           |                   |                   |          |          |          |          |
|                  |                  |                                |                                |                                |                                |                                     |                                     |                                     |                                     |       |       |                     |                            |                                  |                                  |                   |          |                   |                   |                  |                  |                    |                    |                   |                   |                            |                            |                 |                 |          |          |                            |                            |                  |                  |                  |                  |            |          |           |           |                   |                   |          |          |          |          |
|                  |                  |                                |                                |                                |                                |                                     |                                     |                                     |                                     |       |       |                     |                            |                                  |                                  |                   |          |                   |                   |                  |                  |                    |                    |                   |                   |                            |                            |                 |                 |          |          |                            |                            | Galiotto         |                  |                  |                  |            |          |           |           |                   |                   |          |          |          |          |
|                  |                  |                                |                                |                                |                                |                                     |                                     |                                     |                                     |       |       |                     |                            |                                  |                                  |                   |          |                   |                   |                  |                  |                    |                    |                   |                   |                            |                            |                 |                 |          |          |                            |                            |                  |                  |                  |                  |            |          |           |           |                   |                   |          |          |          |          |
|                  |                  |                                |                                |                                |                                |                                     |                                     |                                     |                                     |       |       |                     |                            |                                  |                                  |                   |          |                   |                   |                  |                  |                    |                    |                   |                   |                            |                            |                 |                 |          |          |                            |                            |                  |                  |                  |                  |            |          |           |           |                   |                   |          |          |          |          |
|                  |                  |                                |                                |                                |                                |                                     |                                     |                                     |                                     |       |       |                     |                            |                                  |                                  |                   |          |                   |                   |                  |                  |                    |                    |                   |                   |                            |                            |                 |                 |          |          | Alfonso Giovanni Francesco | Alfonso Giovanni Francesco | Pietro           | Pietro           | Giovanni         | Giovanni         |            |          |           |           |                   |                   |          |          |          |          |
|                  |                  |                                |                                |                                |                                |                                     |                                     |                                     |                                     |       |       |                     |                            |                                  |                                  |                   |          |                   |                   |                  |                  |                    |                    |                   |                   |                            |                            |                 |                 |          |          |                            |                            |                  |                  |                  |                  |            |          |           |           |                   |                   |          |          |          |          |
|                  |                  |                                |                                |                                |                                |                                     |                                     |                                     |                                     |       |       |                     |                            |                                  |                                  |                   |          |                   |                   |                  |                  |                    |                    |                   |                   |                            |                            |                 |                 |          |          |                            |                            |                  |                  |                  |                  |            |          |           |           |                   |                   |          |          |          |          |
|                  |                  |                                |                                |                                |                                |                                     |                                     |                                     |                                     |       |       |                     |                            |                                  |                                  |                   |          |                   |                   |                  |                  |                    |                    |                   |                   |                            |                            |                 |                 |          |          | Urbano                     | Urbano                     | Giovanni Filippo | Giovanni Filippo |                  |                  |            |          |           |           |                   |                   |          |          |          |          |
|                  |                  |                                |                                |                                |                                |                                     |                                     |                                     |                                     |       |       |                     |                            |                                  |                                  |                   |          |                   |                   |                  |                  |                    |                    |                   |                   |                            |                            |                 |                 |          |          |                            |                            |                  |                  |                  |                  |            |          |           |           |                   |                   |          |          |          |          |
|                  |                  |                                |                                |                                |                                |                                     |                                     |                                     |                                     |       |       |                     |                            |                                  |                                  |                   |          |                   |                   |                  |                  |                    |                    |                   |                   |                            |                            |                 |                 |          |          |                            |                            |                  |                  |                  |                  |            |          |           |           |                   |                   |          |          |          |          |
|                  |                  |                                |                                |                                |                                |                                     |                                     |                                     |                                     |       |       |                     |                            |                                  |                                  |                   |          |                   |                   |                  |                  |                    |                    |                   |                   |                            |                            |                 |                 |          | Serafino | Serafino                   | ...                        | ...              |                  |                  |                  |            |          |           |           |                   |                   |          |          |          |          |
|                  |                  |                                |                                |                                |                                |                                     |                                     |                                     |                                     |       |       |                     |                            |                                  |                                  |                   |          |                   |                   |                  |                  |                    |                    |                   |                   |                            |                            |                 |                 |          |          |                            |                            |                  |                  |                  |                  |            |          |           |           |                   |                   |          |          |          |          |
|                  |                  |                                |                                |                                |                                |                                     |                                     |                                     |                                     |       |       |                     |                            |                                  |                                  |                   |          |                   |                   |                  |                  |                    |                    |                   |                   |                            |                            |                 |                 |          |          |                            |                            |                  |                  |                  |                  |            |          |           |           |                   |                   |          |          |          |          |
|                  |                  |                                |                                |                                |                                |                                     |                                     |                                     |                                     |       |       |                     |                            |                                  |                                  |                   |          |                   |                   |                  | Federico         | Federico           |                    |                   |                   |                            |                            |                 |                 |          | Luigi    | Luigi                      |                            |                  |                  |                  |                  |            |          |           |           | Pompeo            | Pompeo            |          |          |          |          |
|                  |                  |                                |                                |                                |                                |                                     |                                     |                                     |                                     |       |       |                     |                            |                                  |                                  |                   |          |                   |                   |                  |                  |                    |                    |                   |                   |                            |                            |                 |                 |          |          |                            |                            |                  |                  |                  |                  |            |          |           |           |                   |                   |          |          |          |          |
|                  |                  |                                |                                |                                |                                |                                     |                                     |                                     |                                     |       |       |                     |                            |                                  |                                  |                   |          |                   |                   |                  |                  |                    |                    |                   |                   |                            |                            |                 |                 |          |          |                            |                            |                  |                  |                  |                  |            |          |           |           |                   |                   |          |          |          |          |
|                  |                  |                                |                                |                                |                                |                                     |                                     |                                     |                                     |       |       |                     |                            |                                  |                                  |                   |          |                   |                   | Pompeo           | Pompeo           | Matteo             | Matteo             |                   |                   |                            |                            |                 |                 |          |          |                            |                            |                  |                  |                  |                  |            |          |           |           | Giovanni Domenico | Giovanni Domenico |          |          |          |          |
|                  |                  |                                |                                |                                |                                |                                     |                                     |                                     |                                     |       |       |                     |                            |                                  |                                  |                   |          |                   |                   |                  |                  |                    |                    |                   |                   |                            |                            |                 |                 |          |          |                            |                            |                  |                  |                  |                  |            |          |           |           |                   |                   |          |          |          |          |
|                  |                  |                                |                                |                                |                                |                                     |                                     |                                     |                                     |       |       |                     |                            |                                  |                                  |                   |          |                   |                   |                  |                  |                    |                    |                   |                   |                            |                            |                 |                 |          |          |                            |                            |                  |                  |                  |                  |            |          |           |           |                   |                   |          |          |          |          |
|                  |                  |                                |                                |                                |                                |                                     |                                     |                                     |                                     |       |       |                     |                            |                                  |                                  |                   |          | Francesco         | Francesco         |                  |                  | Matteo             | Matteo             |                   |                   |                            |                            |                 |                 |          |          |                            |                            |                  |                  |                  |                  | Tommaso    | Tommaso  | Salvatore | Salvatore | Francesco         | Francesco         | Giovanni | Giovanni | Giuseppe | Giuseppe |
|                  |                  |                                |                                |                                |                                |                                     |                                     |                                     |                                     |       |       |                     |                            |                                  |                                  |                   |          |                   |                   |                  |                  |                    |                    |                   |                   |                            |                            |                 |                 |          |          |                            |                            |                  |                  |                  |                  |            |          |           |           |                   |                   |          |          |          |          |
|                  |                  |                                |                                |                                |                                |                                     |                                     |                                     |                                     |       |       |                     |                            |                                  |                                  |                   |          |                   |                   |                  |                  |                    |                    |                   |                   |                            |                            |                 |                 |          |          |                            |                            |                  |                  |                  |                  |            |          |           |           |                   |                   |          |          |          |          |
|                  |                  |                                |                                |                                |                                |                                     |                                     |                                     |                                     |       |       |                     |                            |                                  |                                  |                   |          | Domenico Antonino | Domenico Antonino | Pompeo Francesco | Pompeo Francesco | Domenico Antonio   | Domenico Antonio   | Giovanna Domenica | Giovanna Domenica |                            |                            |                 |                 |          |          |                            |                            |                  |                  |                  | Gioacchino       | Gioacchino | Antonino | Antonino  |           |                   |                   |          |          |          |          |
|                  |                  |                                |                                |                                |                                |                                     |                                     |                                     |                                     |       |       |                     |                            |                                  |                                  |                   |          |                   |                   |                  |                  |                    |                    |                   |                   |                            |                            |                 |                 |          |          |                            |                            |                  |                  |                  |                  |            |          |           |           |                   |                   |          |          |          |          |
|                  |                  |                                |                                |                                |                                |                                     |                                     |                                     |                                     |       |       |                     |                            |                                  |                                  |                   |          |                   |                   |                  |                  |                    |                    |                   |                   |                            |                            |                 |                 |          |          |                            |                            |                  |                  |                  |                  |            |          |           |           |                   |                   |          |          |          |          |
|                  |                  |                                |                                |                                |                                |                                     | Giuseppe                            | Giuseppe                            |                                     |       |       | Felice              | Felice                     |                                  |                                  |                   | Faustina | Faustina          |                   |                  |                  | Francesco Federico | Francesco Federico | Vittoria          | Vittoria          | Francesco Antonio Giuseppe | Francesco Antonio Giuseppe | Francesco Maria | Francesco Maria | ...      | ...      | Angela Battisma            | Angela Battisma            | Paola            | Paola            | Grazia Tommasina | Grazia Tommasina | Domenico   | Domenico | Francesco | Francesco | Carlo             | Carlo             |          |          |          |          |
|                  |                  |                                |                                |                                |                                |                                     |                                     |                                     |                                     |       |       |                     |                            |                                  |                                  |                   |          |                   |                   |                  |                  |                    |                    |                   |                   |                            |                            |                 |                 |          |          |                            |                            |                  |                  |                  |                  |            |          |           |           |                   |                   |          |          |          |          |
|                  |                  |                                |                                |                                |                                |                                     |                                     |                                     |                                     |       |       |                     |                            |                                  |                                  |                   |          |                   |                   |                  |                  |                    |                    |                   |                   |                            |                            |                 |                 |          |          |                            |                            |                  |                  |                  |                  |            |          |           |           |                   |                   |          |          |          |          |
|                  |                  |                                |                                |                                |                                | Paolo                               | Paolo                               | Gennaro                             | Gennaro                             |       |       |                     |                            |                                  | Domenico Giuseppe                | Domenico Giuseppe | Tobia    | Tobia             | Carlo Maria       | Carlo Maria      | Felice           | Felice             | Rosa Alfonsina     | Rosa Alfonsina    | Luigi Ferdinando  | Luigi Ferdinando           | Diana Giovanna             | Diana Giovanna  | Luigi           | Luigi    |          |                            |                            |                  |                  |                  |                  |            |          |           |           |                   |                   |          |          |          |          |
|                  |                  |                                |                                |                                |                                |                                     |                                     |                                     |                                     |       |       |                     |                            |                                  |                                  |                   |          |                   |                   |                  |                  |                    |                    |                   |                   |                            |                            |                 |                 |          |          |                            |                            |                  |                  |                  |                  |            |          |           |           |                   |                   |          |          |          |          |
|                  |                  |                                |                                |                                |                                |                                     |                                     |                                     |                                     |       |       |                     |                            |                                  |                                  |                   |          |                   |                   |                  |                  |                    |                    |                   |                   |                            |                            |                 |                 |          |          |                            |                            |                  |                  |                  |                  |            |          |           |           |                   |                   |          |          |          |          |
| Giuseppe Saverio | Giuseppe Saverio | Agamennone Aloisio Baldassarre | Agamennone Aloisio Baldassarre | Maria Aloisia Giovanna Saveria | Maria Aloisia Giovanna Saveria | Vittoria Angelica Ignazia Fortunata | Vittoria Angelica Ignazia Fortunata | Giuseppa Beatrice Vittoria Giovanna | Giuseppa Beatrice Vittoria Giovanna | Maria | Maria | Raffaele Ferdinando | Raffaele Ferdinando        | Francesco Federico Antonio Carlo | Francesco Federico Antonio Carlo |                   |          | Domenico Giuseppe | Domenico Giuseppe | Felice           | Felice           |                    |                    |                   |                   |                            |                            |                 | Caterina        | Caterina |          |                            |                            |                  |                  |                  |                  |            |          |           |           |                   |                   |          |          |          |          |
|                  |                  |                                |                                |                                |                                |                                     |                                     |                                     |                                     |       |       |                     |                            |                                  |                                  |                   |          |                   |                   |                  |                  |                    |                    |                   |                   |                            |                            |                 |                 |          |          |                            |                            |                  |                  |                  |                  |            |          |           |           |                   |                   |          |          |          |          |
|                  |                  |                                |                                |                                |                                |                                     |                                     |                                     |                                     |       |       |                     |                            |                                  |                                  |                   |          |                   |                   |                  |                  |                    |                    |                   |                   |                            |                            |                 |                 |          |          |                            |                            |                  |                  |                  |                  |            |          |           |           |                   |                   |          |          |          |          |
|                  |                  |                                |                                |                                |                                |                                     |                                     |                                     |                                     |       |       |                     | Francesco Antonio Giovanni | Francesco Antonio Giovanni       | Salvatore Gaetano                | Salvatore Gaetano | Tobia    | Tobia             | Beniamino         | Beniamino        |                  |                    |                    |                   |                   |                            |                            |                 |                 |          |          |                            |                            |                  |                  |                  |                  |            |          |           |           |                   |                   |          |          |          |          |

## Membri principali

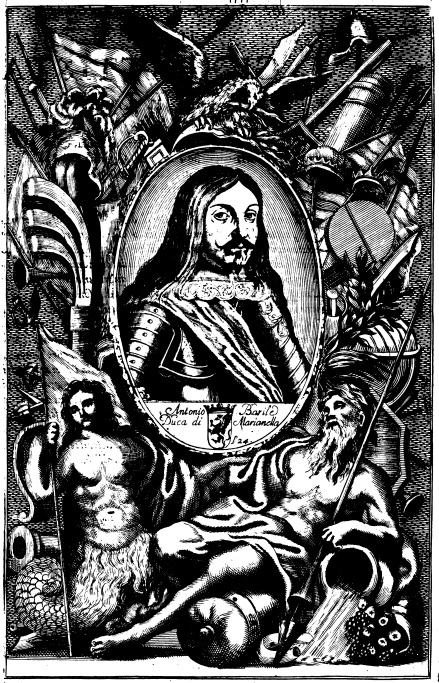
Ritratto di Antonio Barile, duca di Marianella e condottiero

- Antonio Barile, duca di Marianella e condottiero[20];
- Filippo Barile, arcivescovo di Capua[40];
- Giovanni Barile, consigliere, presidente della camera del Regno di Napoli e governatore della Provenza[9];
- Manno Barile, condottiero e signore di Montagano, Montepagano e Notaresco[41];
- Odolina Barile, matrigna di papa Bonifacio IX[9];
- Perdicasso Barile, conte di Monteodorisio, signore di Capracotta, Castropignano, Civitanova del Sannio e Monteforte Irpino, condottiero, consigliere reale e maresciallo del Regno di Napoli[42];
- Pietro Barile, detto "Camiso", signore di Sant'Arcangelo, capitano di Napoli e viceré dell'Abruzzo[40];
- Riccardo Barilla, figlio di Enrico, barone in Calabria nel 1317[16].

## Famiglia Barilla
Le origini del cognome "Barilla" sono state oggetto di studio da parte dello storico e latinista Giuseppe Pensabene, il quale ne farebbe risalire, in diversi suoi libri, l'origine del cognome al nome "Agrippa". Secondo la sua ricostruzione linguistica – che tuttavia non trova ulteriori riscontri bibliografici – , il cognome "Barilla", come altri cognomi presenti in Reggio Calabria, sarebbe frutto di un lungo processo linguistico che avrebbe portato l'originario nomen romano "Agrippa" a trasformarsi:
La presenza di Marco Vipsanio Agrippa in queste zone è dovuta alla battaglia di Nauloco. Molti dei marinai di Agrippa dovevano provenire dal nord. La parola latina "classarius", ossia "combattente marinaio", definisce l'origine della variante "Barillaro-Barillà", i quali erano gli "agrippari", cioè i soldati di Agrippa:
Per gli Agrippa rimase il castello di Villa Mesa (distinto da quello normanno), appartenuto al ramo primogenito della famiglia Barilla fino agli inizi del XX secolo, di cui vi sono ancora alcuni resti, in parte eliminati negli anni settanta per la costruzione di un acquedotto.

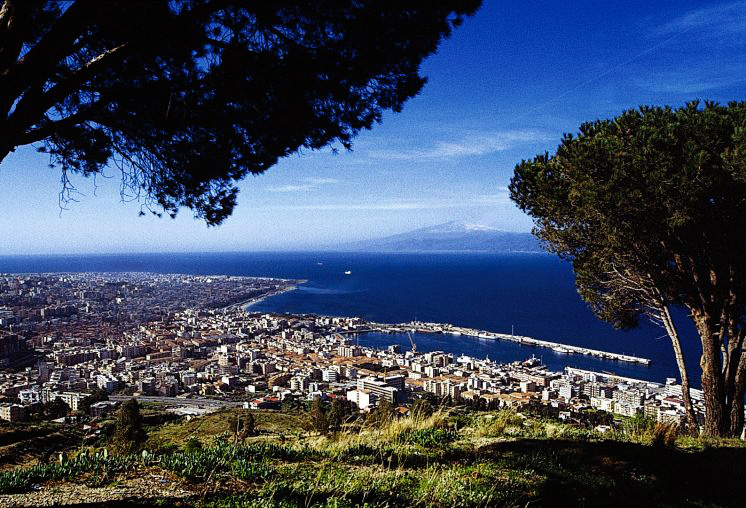
Veduta di Reggio Calabria, città abitata dalla famiglia Barilla

La famiglia Barilla costituisce un ramo cadetto di quella dei Barile. Originatasi all'inizio del XIV secolo, si stanziò da subito in Calabria Ulteriore, in particolare nella provincia di Reggio Calabria, dove venne aggregata al primo patriziato, nell'antica sede dell'imperium di Mesa, ricadente nel contemporaneo comune di Calanna. Ebbe inoltre diversi feudi e titoli anche in Sicilia.
Diverse fonti attestano la presenza della famiglia in Calabria già nel 1317 con Riccardo Barilla, il quale è annoverato tra i baroni della regione, come affermato dallo storico Francesco De Pietri, e così nel 1375 il suo nipote omonimo, come riportato dal genealogista Carlo De Lellis. Riccardo Barilla, nato nel 1306 e capostipite della famiglia, era il figlio terzogenito di Enrico, 4º signore di Barile, nato dopo Taddeo, dal quale discese il ramo napoletano dei Barile. Da diverse altre fonti i Barilla sono riportati tra le più antiche famiglie nobili di Reggio.
Nel 1310 Giovanni Barilla viene riportato come decano della Cattolica dei Greci e come sottocollettore alla decima nella provincia di Reggio Calabria. Nel 1422 Galiotto Barilla ed altri provvidero all'acquisto di Motta San Quirillo da Giovanni de Hijar, luogotenente del re, per annetterla al territorio della città con atto del notaio Giovannunzio Bosurgi.
Nel 1448 il re Alfonso V d'Aragona concesse alla famiglia la signoria di Mineo in compenso dei servigi resi a corte da Pietro Barilla, cameriere dell'infante don Giovanni. In seguito i Barilla otterranno la nobiltà messinese con il figlio di Pietro, Giovanni Filippo, nominato veditore del Real Patrimonio da Ferdinando II d'Aragona.
Nel 1533 Urbano Barilla e Valerio Carbone, sindaci nobili di Reggio, di concerto con Paolo Ruffo, provvidero alla respinta della flotta ottomana capitanata da Barbarossa, che tentò di sbarcare nei pressi della città. Negli anni 1567 e 1624 la famiglia risulta ascritta al patriziato di Tropea.
In una consulta comprovante nobiltà generosa di Giuseppe Saverio, cadetto nei Reggimenti Ferdinando dal 1779, depositata presso la Real Camera di Santa Chiara si riporta delle lapidi – situate nell'antica cattedrale di Reggio – di Alfonso Giovanni Francesco Barilla, deceduto nel 1473, e di Francesco Federico Barilla, deceduto nel 1753. Nel monastero delle suore di Sales di Reggio Calabria si conserva una lapide onorifica del canonico Felice Barilla datata 1820 e un ritratto del canonico Domenico Giuseppe Barilla, il quale fu per 36 anni rettore del seminario e vescovo di Oppido.
Diversi furono i membri che si distinsero nel corso dei secoli: chi nella letteratura, chi nell'arte della guerra, chi nella giurisprudenza, chi nella pratica religiosa.
Nel 1780, nel primo albo degli avvocati del mondo – elaborato dal legislatore del Regno di Napoli – , risulta tra gli iscritti Luigi Barilla, figlio di Francesco Federico.
Nel 1810, su iniziativa e a cura di Federico Barilla, sul suolo ove sorgeva l'antico palazzo di famiglia, contemporanea sede della prefettura di Reggio Calabria, furono intrapresi degli scavi archeologici volti alla riscoperta di antiche terme romane, con questi che ne fece il disegno e la relativa descrizione.
La famiglia fu fondatrice e membro di diverse congregazioni nobili della città: nel 1548, su bolla di papa Paolo III, contribuirono a fondare la confraternita dei Bianchi; nel 1664 fu membro della congregazione di San Domenico, che poi si fuse con quella degli Ottimati; infine fu membro della congregazione del Carmine e di San Francesco da Paola.
Un ramo ultrogenito della famiglia (estintosi nella prima metà del XX secolo) si sviluppò nella seconda metà del XVIII secolo nel Lumbone di Vito, un tempo luogo abitato e dotato di costruzioni signorili. Lì i Barilla possedevano una residenza padronale con una cappella dedicata all'arcangelo san Raffaele. Intorno alla metà del XIX secolo ereditarono nome e beni dall'estinta famiglia nobile Spanò.
Nel 1861 Tobia Barilla Spanò del ramo ultrogenito di Lumbone vestì l'abito del Sovrano Militare Ordine di Malta e fu priore dell'arciconfraternita dei Bianchi di Reggio e provvide a scriverne lo statuto ancora in vigore.
Fino al terremoto di Reggio e Messina del 1908, nel duomo di Reggio Calabria, si trovava la cappella di Sant'Antonio di Padova, nella quale vi era il sepolcro di famiglia con le relative armi.
Usavano portare uno stemma che comprendeva tipicamente nello scudo in campo azzurro la presenza di un barile, allusione ad una paretimologia. Il contenuto dell'arma subì diverse mutazioni nel corso del tempo: infatti in origine il giglio posto nel capo era colorato di rosso e non d'oro, con le stelle e il barile che mantennero sempre la loro colorazione dorata, mentre intorno alla metà del XIX secolo ne venne adottata una versione con tre stelle con giglio e barile, tutti di color oro. Le blasonature delle varie versioni dello stemma erano le seguenti:
- d'azzurro al barile d'oro, posto in fascia, sormontato nel capo da un giglio d'oro[64];
- d'azzurro al barile d'oro, posto in fascia, sormontato nel capo da un giglio di rosso, accostato da due stelle a sei raggi d'oro[65];
- d'azzurro al barile d'oro, posto in fascia, sormontato nel capo da un giglio, accostato da due stelle, il tutto dello stesso[66].

## Feudi

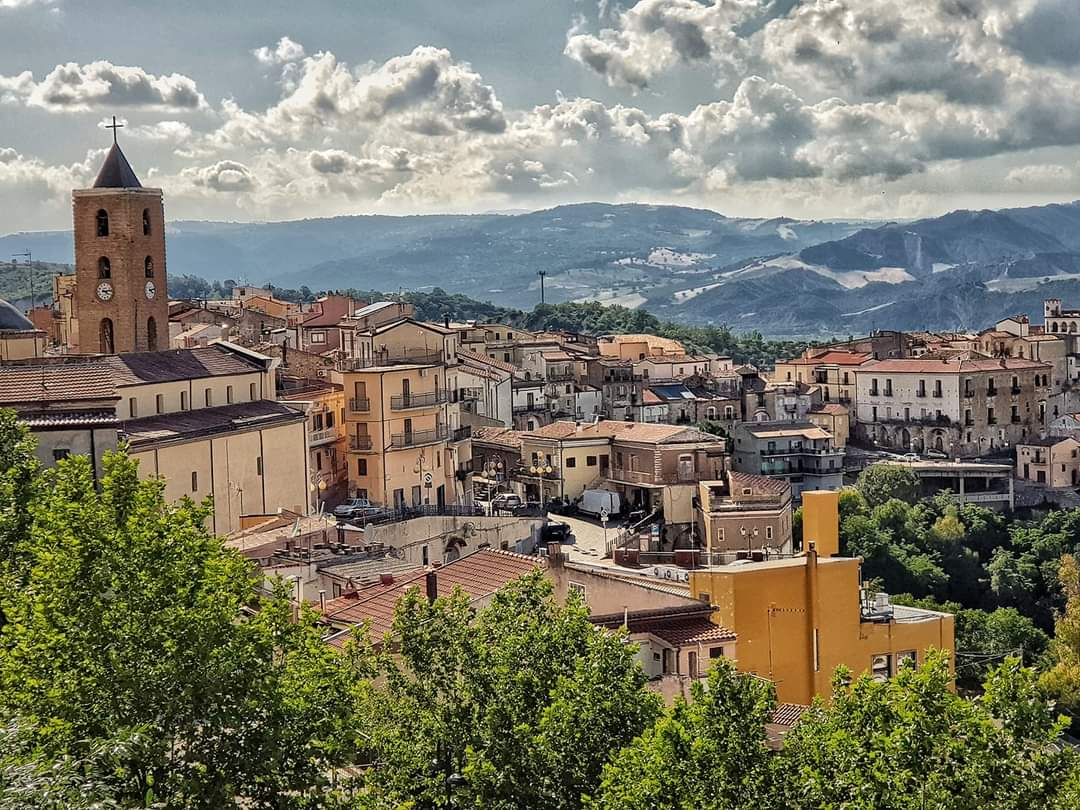
Sant'Arcangelo, feudo posseduto con il titolo nobiliare di principe, il più alto raggiunto dalla famiglia Barile

Nel corso della sua storia, la famiglia Barile arrivò a possedere un totale di oltre 17 feudi, distribuiti in Abruzzo, Basilicata, Campania, Lazio, Puglia e Sicilia, così suddivisi:
- Principati: Sant'Arcangelo[13];
- Ducati: Caivano e Marianella[10];
- Marchesati: Mongiuffi Melia[10];
- Contee: Monteodorisio[10];
- Baronie o Signorie: Atripalda, Barile, Belmonte, Biccari, Capri, Casalanguida, Casalbordino, Liscia, Montaguto, Pisoniano, Pomigliano d'Atella e Sant'Angelo a Fasanella[13].